# Thomas Reindl
Thomas Reindl (* 3. September 1961 in Wien) ist ein österreichischer Politiker (SPÖ) und Gewerkschaftsfunktionär. Er ist seit 1998 Abgeordneter zum Wiener Landtag und Mitglied des Wiener Gemeinderats.

## Ausbildung und Beruf
Thomas Reindl besuchte ab 1968 die Volksschule Plankenmaisstraße und wechselte danach an die AHS Bernoullistraße. Nach der Matura 1982 studierte Reindl Betriebswirtschaft an der Universität Wien. Reindl schloss sein Studium 1988 mit dem Grad Mag.rer.soc.oec. ab. Reindl leistete seinen Präsenzdienst 1987/88 an der Fliegerabwehr Stabsbatterie Groß-Enzersdorf ab und startete danach seine beruflich Karriere bei der Oesterreichischen Nationalbank (OeNB). Er war bis 1995 Bankenanalytiker und Bankenprüfer und wurde im Mai 1996 zum Vorsitzenden des Wiener Betriebsrates und Mitglied im Generalrat der OeNB gewählt. Seit Mai 2000 ist Reindl Zentralbetriebsratsvorsitzender in der OeNB und seit Juni 2000 Mitglied im Präsidium des Wirtschaftsbereichs Finance der Gewerkschaft der Privatangestellten.

## Politik
Thomas Reindl war bereits in der Schule Klassensprecher, Mitglied des Schulgemeinschaftsausschusses und stellvertretender Schulsprecher. Er trat 1983 der SPÖ bei und wurde 1987 zum Vorsitzenden der Sektion 10 der SPÖ Donaustadt und Mitglied des erweiterten Bezirksvorstandes gewählt. Ab 1987 vertrat er die SPÖ in der Donaustädter Bezirksvertretung als Bezirksrat und übernahm 1994 den Vorsitz im Ausschuss für Umwelt. Im Jänner 1998 wechselte Reindl als Abgeordneter in den Wiener Landtag und Gemeinderat. Er ist in der 18. Gesetzgebungsperiode Mitglied in den Ausschüssen „Finanzen, Wirtschaftspolitik und Wiener Stadtwerke“, „Bildung, Jugend, Information und Sport“ sowie Vorsitzender-Stellvertreter im Kontrollausschuss. Seit März 2002 ist Reindl zudem Mitglied des Bezirksparteivorstandes Donaustadt. Seit 2015 ist er Vorsitzender des Wiener Gemeinderats.

## Privates
Thomas Reindl ist verheiratet. 